# Ассоциация межрелигиозного взаимодействия
Ассоциация межрелигиозного взаимодействия (англ. Interfaith Encounter Association, IEA, ивр. אגודת המפגש הבין דתי‎, араб. جمعية اللقاء بين الديانات‎) — израильская некоммерческая организация.
Ассоциация основана и возглавляется Йехудой Столовым. Цель ассоциации — способствовать диалогу между религиозными группами на Святой Земле (в частности, евреями, мусульманами, христианами, друзами и бахаи). Ассоциация проводит проекты по всему Израилю и на палестинских территориях.

## История
Ассоциация основана в 2001 году через девять месяцев после начала Второй интифады. Задача ассоциации — создание и укрепление массового межконфессионального движения за мир, справедливость и устойчивость на Святой Земле и на Ближнем Востоке. В 2002 году ассоциация насчитывала более 800 участников в 30 программах. В 2022 году в 412 встречах приняли участие более 4000 участников в 120 группах. В 2006 году ассоциации присуждена премия Prize for Humanity.

## Принципы
Ассоциация провозглашает следующие принципы и цели:
- Равное представительство всех вероисповеданий.
- Гендерное равенство в процессах принятия решений и деятельности.
- Охват отдельных лиц и сообществ всех вероисповеданий, возрастных групп, слоев общества и слоев общества.
- Охват отдельных лиц и сообществ в религиозно-светском и политическом спектрах.
- Постоянная пополнение членства через преданных активистов на местном и региональном уровнях.
- Реализация интерактивных программ, которые эффективно меняют взгляды и отношения, таких как расширенные семинары по выходным и постоянные учебные группы.
- Постоянное развитие новых моделей для эффективного взаимодействия.
- Постоянная оценка всех стратегий и программ.